# Luiz Onmura
Luiz Yoshio Onmura (São Paulo, 29 de junho de 1960 – Santos, 2 de novembro de 2024) foi um judoca brasileiro. Sua maior conquista foi a medalha de bronze nos Jogos Olímpicos de Verão de 1984, em Los Angeles, na categoria leve (até 71 kg).
Também participou dos Jogos Olímpicos de 1980, em Moscou; e de 1988, em Seul. Conquistou três medalhas de prata em Jogos Pan-Americanos.
Após abandonar a carreira de atleta, prestou concurso na Polícia Civil do Estado de São Paulo para Investigador de Polícia, onde já foi instrutor de tiro. Também foi professor de defesa pessoal na Academia de Polícia.

## Morte
Luiz Onmura faleceu em novembro de 2024, aos 64 anos, vítima de um câncer espinocelular na língua, doença que enfrentava há cerca de dois anos.